# Chiesa di Santa Maria delle Grazie a Campi
La chiesa di Santa Maria delle Grazie, detta anche della Madonna della Neve, era un edificio religioso rupestre situato nella parte settentrionale del castello di Campi a Norcia.
La piccola chiesa fu completamente distrutta durante il terremoto del 26 ottobre 2016.

## Storia e descrizione
Occupava la sommità del colle (a circa 711 m s.l.m.) dove In epoca moderna sorgeva Campi Vecchio, il nucleo più antico di un insediamento che con Campi Nuovo, sorto più a valle, ripeteva lo schema castello-borgo. Nel medioevo la denominazione era inversa: Campi Vecchio per l'agglomerato a valle, dove sorgeva la chiesa di San Salvatore, e Campi Nuovo per il castello; in effetti precedentemente, per oltre un millennio, la vita si era svolta nella piana, dove sorgeva una "Civitas Campli" sabina, poi romana e infine medievale.
Nell'età moderna i due nuclei si distanziarono notevolmente per l'effetto di un maggiore sviluppo del borgo verso i luoghi sottostanti e il castello di Campi rimase spopolato nella parte alta, diventando "Campi Vecchio".
La chiesa restò l'unica costruzione superstite in cima al paese, testimonianza di una passata più densa edificazione. Non si conosce la sua origine, sulla facciata un architrave riportava incisa la data 1630, ma si ritiene che sia stata eretta precedentemente.
Era stata una delle otto chiese comprese all'interno del castello insieme a due conventi, ormai diruti, delle orsoline e dei Minori francescani.

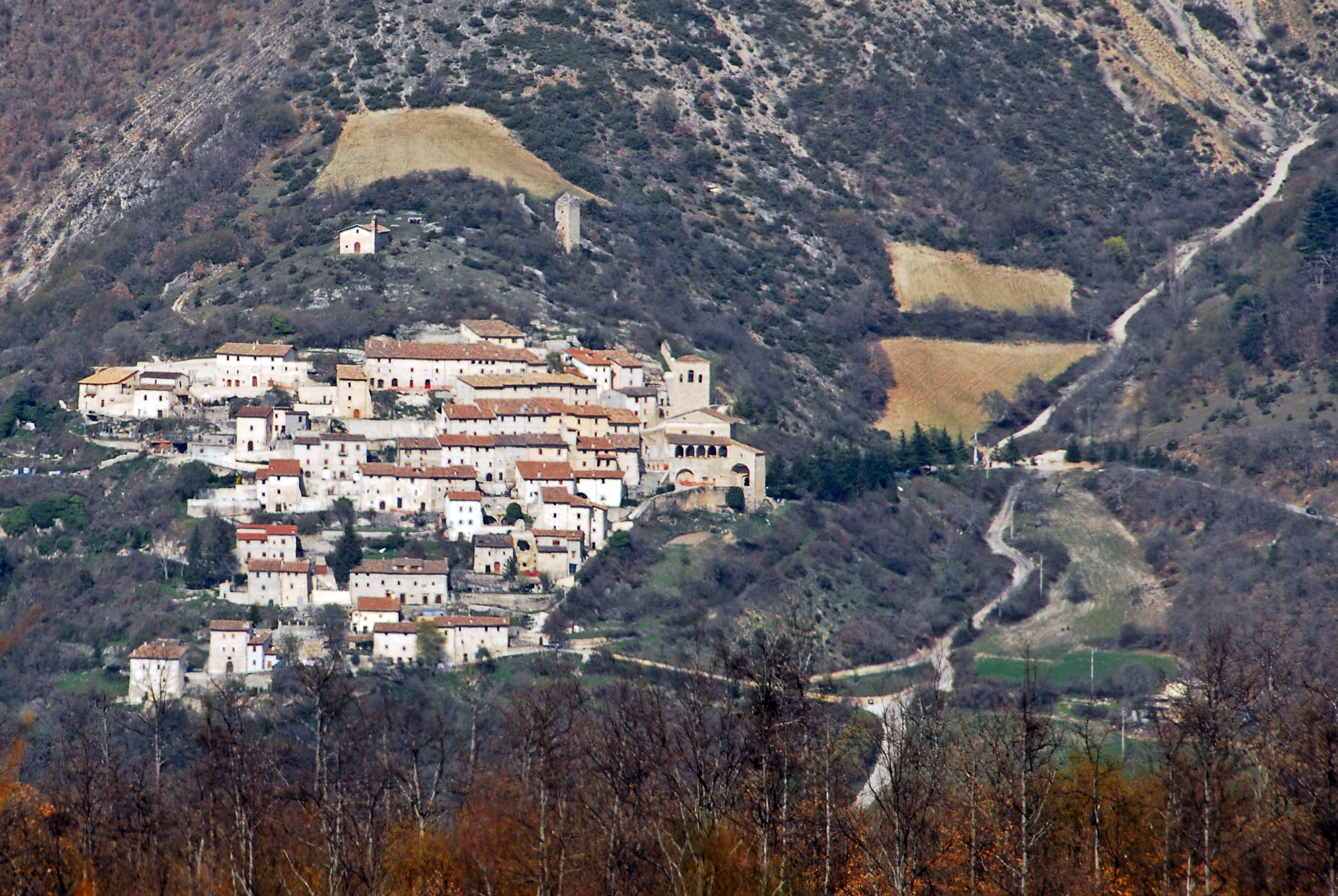
Campi. In alto, isolata, la chiesa di Santa Maria delle Grazie

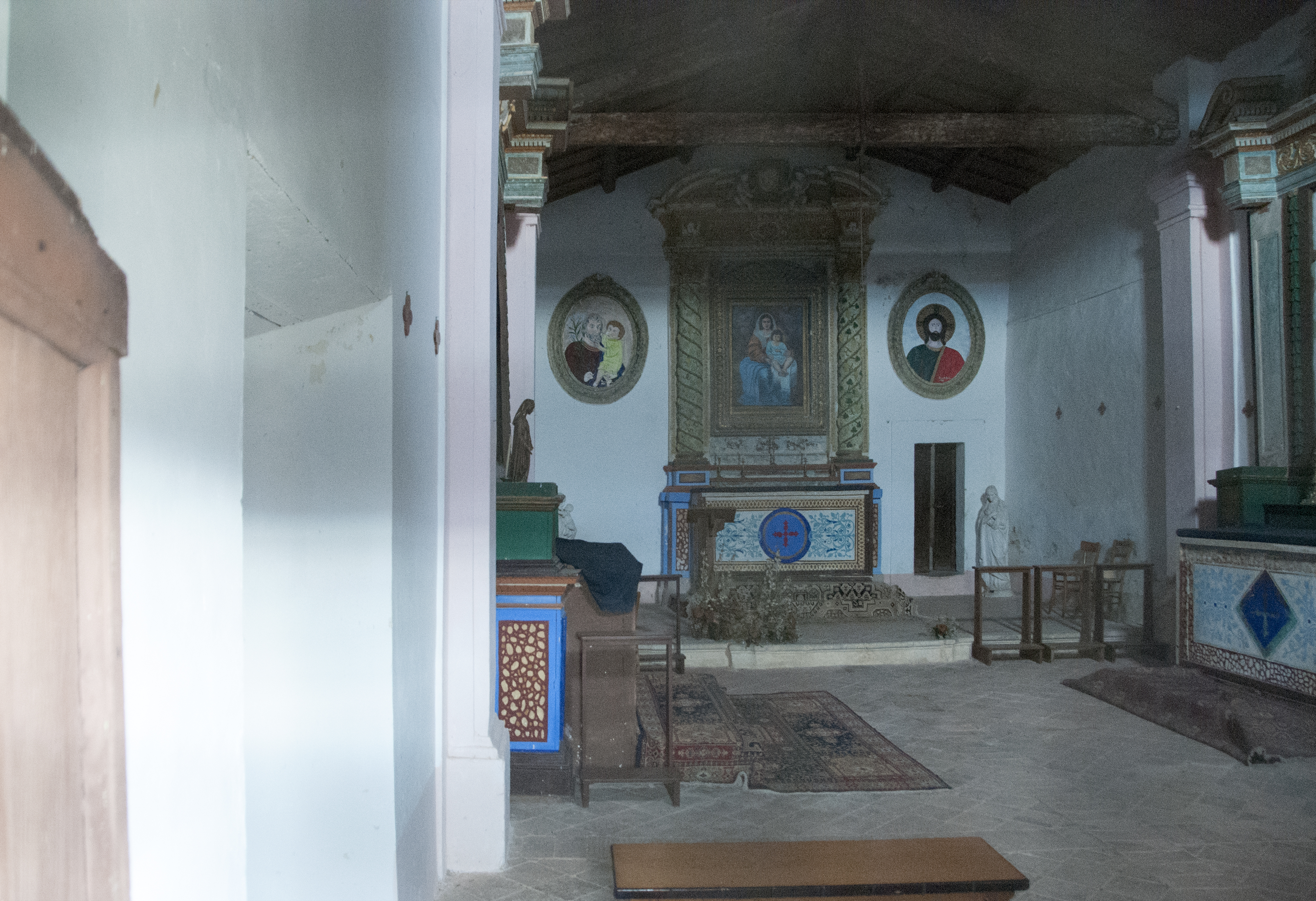
Interno

Esternamente era un piccolo edificio con tetto a capanna, la facciata semplice con un unico portale e, sulla destra, un campanile a vela a due fornici.
L'interno era a navata unica con tre altari: sul maggiore si trovava una tela raffigurante Madonna con Bambino; gli altri due erano dedicati a San Gaetano e San Carlo, celebrati in due dipinti che già da tempo erano stati trafugati. Numerosi e continui saccheggi infatti nel corso degli anni avevano reso l'interno della chiesa molto spoglio.
Vi si celebrava la Santa Messa il 2 luglio, giorno in cui la Chiesa cattolica celebra la festività della Madonna delle Grazie.